# I naviganti della Meloria
I naviganti della Meloria è un romanzo di Emilio Salgari, scritto nel 1902.

## Trama
Il ritrovamento fortuito nella laguna di Venezia di una cassaforte contenente una pergamena rivela l'esistenza di un tunnel sotterraneo, chiamato della Meloria, realizzato dalla Repubblica di Genova per vincere una volta per tutte la Serenissima cogliendola alle spalle.
Il dottor Brandi e tre marinai, Roberto, Vincenzo e Michele, partono per un lungo viaggio, affrontando eruzioni, terremoti e inondazioni, con lo scopo di accertare la veridicità di ciò che afferma la pergamena.

## Edizioni
- Emilio Salgari, I naviganti della Meloria, Donath, 1902.
- Emilio Salgari, I naviganti della Meloria, L'opera completa, Fabbri, 2005,  pp. 174.